# Templo de Juno Caelestis
El Templo de Juno Caelestis es un templo dedicado a Juno Caelestis en el yacimiento arqueológico de Dougga en Túnez, que antes estuvo dedicado a la diosa púnica Tanit. El templo se encuentra bastante bien conservado con numerosas columnas; su forma era rectangular en su parte frontal y semicircular en la parte trasera; el acceso lo tenía por la parte de la derecha y daba a un patio, una escalera con once escalones que se conservan conducen hacia el santuario, en la parte frontal había dos cámaras subterráneas. El conjunto estaba limitado por muros. Se encuentra situado en el centro de una necrópolis dolmética y no lejos del arco de Alejandro Severo, en el reinado del cual se construyó (222-235), bajo el auspicio de Gabinius Rufus Felix, que hizo depositar dos estatuas en plata de la diosa con un coste de 35.000 sestercios. Su forma es excepcional dentro de la arquitectura religiosa de la antigua África romana.